# Балканиди
Балканиди, или Балканске планине, планински је масив у источним дијелу Балкана. Највиши врх је уједно и највиши врх Старе планине — Ботев 2.376 м нмв, а висоравни су провинција Алпско-хималајског система.

## Географија
Планински вијенац се простире у правцу запад—исток од источне Србије преко средишње Бугарске до Црног мора и европског дијела Турске. Са геоморфолошке тачке гледишта, чини подсистем Алпско-хималајског система. Осовину и највиши дио Балканида чини планински вијенац Стара планина, познат и једноставно као Балкан.
Висови у сјеверном подножју носе заједнички назив Предбалкан и углавном су јасно тектонски одвојени од Доњодунавске низије. Јужно подножје, одвојено од главном гребена сплетом котлина, назива се Средњегорје или Средња гора. Њене падине се спуштају ка Горњотачкој низији, која иде у правцу југоистока и бугарско-грчко-турске тромеђе. Ка југоистоку иде и Средњегорје, које у источној Бугарској има занемарљиву надморску висину, али се код турске границе поново издиже са масивом Странџа.
Балканиди прате Српске Карпате. Граница између два подсистема није геолошка, па се извори разилазе по питању куда треба водити. Српски географи још увијек сматрају да су гребени Озрена, Девице и Ртња сјеверно од Ниша дио Карпата, а да граница иде долином Тимока, Сврљишким Тимоком до Сврљига и одатле долине Нишаве до Ниша. Према другим изворима, Озрен и Девица су већ дио Балканида (граница иде везом између градова Сталаћ—Сокобања—Књажевац), док према једним ни Ртањ не припада Карпатима.
На југозападу, Балканиди прате Родопски масив, јасно дефинисан другачијим геолошким саставом. Родопи су сачињени од веома старих стијена Трачко-македонског масива, али на терену њихова граница је једва јасна. Ово укључује дно тзв. Вардарског ожиљка (долина Вардара, Јужне и Велике Мораве), сусједне планине на њеној западној страни (на сјеверу се протежу до Јухора који се упада у Панонски басен) и од Ниша на источној страни. Нишка котлина и гребен Селичевица јужно од Ниша припадају Родопима. Сува планина (Сува гора, југоисточно од Ниша) и Сврљишке планине припадају Балканидима. Дио Родопског масива је планина Руј на бугарској граници, Витоша је такође сачињена од старих стијена јужно од Софијске котлине. Даље према истоку, оба масива су већ јасније одвојена Горњотачком низијом.
На територији Турске, терет се постепено смањује и код Истанбула је чак поплављен морем (Бсфорски мореуз). На супротној, већ азијској обали, придружују јој се Понтске планине (Понтиди), која се затим протежу на исток дуж турске обале Црног мора до Јерменске висоравни.